# Алиса в Стране чудес (радиопьеса, 1976)
«Али́са в Стране́ чуде́с» — аудиоинсценировка Олега Герасимова по мотивам сказки Л. Кэрролла, с песнями на стихи и мелодии Владимира Высоцкого, выпущенная в 1976 году фирмой «Мелодия» на двух грампластинках C50—07159-60 и C50—07161-62. 

## История создания
Евгения Лозинская, ответственный редактор фирмы «Мелодия», вспоминает:

Все началось с Герасимова. Известный актёр и режиссёр, декан актёрского факультета МХАТ, он был педагогом В. Высоцкого. В свободное время он писал сценарии и ставил как режиссёр сказки для детей, которые выпускала фирма «Мелодия». <…> И вот однажды Герасимов прочел «Приключения Алисы в стране чудес». И потерял покой — захотел инсценировать и записать на пластинку. «Работа над „Алисой“ — это невероятно мучительное, безумно мучительное, сладострастно мучительное счастье», — вспоминал он через много лет. <…> Записывалась «Алиса…» в течение двух лет. И весь год, как на работу, после репетиций в театре приходили, вернее, прибегали [актёры].

Людмила Абрамова (бывшая жена Высоцкого) рассказывает, что работа Высоцкого над проектом Герасимова получилась далеко не сразу. «Говорят, что на решение Высоцкого написать песни для „Алисы в стране чудес“ повлияла ещё и Марина Влади. Накануне она сыграла Алису в радиоспектакле у себя в Париже. Перед её доводами Высоцкий устоять не смог». Работа над спектаклем началась в июле 1972 года. Песни Высоцкий закончил сочинять к концу 73-го. Первой, вдохновившей его на все остальное, стала «Песенка об антиподах». В биографии ЖЗЛ этот период описывается так: «… Работа над пластинкой тянется уже 2,5 года, а Муза никак по-настоящему не посетит. Когда Олег Герасимов позвал его писать песни для этой сказки, он согласился, что называется, не глядя. Но прочитав же сказку, решил отказаться: там какие-то вторые, третьи смыслы — как говорят советские цензоры — „неконтролируемый подтекст“. Сквозь перевод в глубину не продерешься — надо понимать язык оригинала, а ещё лучше — родиться англичанином. Но Герасимов всё же уговорил его, к тому же Марина когда-то играла Алису во французской радиопостановке. До сих пор нет, однако, уверенности, что получится».
Алексей Чёрный говорит, что сначала Высоцкий предложил ему писать музыку и аранжировки по его мелодиям, но рассорился с ним, и композитором пластинки стал Евгений Геворгян. Чёрный работал над текстами и написал музыку к некоторым из них, в частности, исполнял на свою музыку «Песню попугая».
Лозинская писала об отношении Высоцкого к проекту следующее:

Владимир Высоцкий очень серьёзно, взволнованно и трепетно относился к записи этой пластинки — ведь это было его первое легальное появление как автора в таком государственном издании, каким являлась грампластинка. Несмотря на то, что его песни были слышны практически из каждого окна, официально Высоцкого как автора не существовало, а он очень хотел увидеть своё имя на обложке книги или пластинки.

По воспоминаниям О. Герасимова, Высоцкий присутствовал почти на всех записях пластинок и «показывал, и требовал». Первоначально Высоцкий вообще не хотел исполнять свои песни, желая оставаться только автором, но некоторые из его песен оказались настолько трудны для исполнения посторонними актёрами, что Герасимов смог переубедить его.
Всего Высоцкий потратил на проект 3 года жизни. «Пластинку записывали с большими перерывами ещё и потому, что Высоцкий постоянно был занят в театре, кино, давал концерты, ездил на гастроли».
После окончания записи состоялся художественный совет, на котором Наталья Сац «обвинила Всесоюзную студию грамзаписи в том, что она развращает детей чудовищными песнями Высоцкого».
Лозинская была уволена, директор Всесоюзной студии грамзаписи Борис Давидович Владимирский слёг с инфарктом. Однако Высоцкий обрисовал ситуацию Белле Ахмадулиной, успев перехватить её перед отлетом за границу, и в новогодней «Литературке» она из Парижа поздравила советских людей с Новым годом и с выходом альбома «Алиса в стране чудес».

Это в самом деле было волшебство — несколько печатных слов в таком солидном издании, какой была тогда «Литературная газета», могли изменить жизнь. И изменили! «Алиса…» вышла и повторялась потом многомиллионными тиражами в течение нескольких десятков лет. И я не была уволена.

### Издание
Дискоспектакль вышел в 1976 году. Он стал пользоваться популярностью. Пластинку «буквально смели с полок музыкальных магазинов». Альбом вплоть до начала 1990-х пользовался популярностью: по неофициальным сведениям, допечатка тиража производилась чуть ли не каждый год.
Кроме того:
- Отдельно был издан дополнительный миньон «Алиса в Стране чудес. Песни из музыкальной сказки».
- Документальный фильм о создании дискоспектакля — «Карамба, коррида и чёрт побери» — 1993, творческое объединение «Лад» (Россия), режиссёр Юрий Соколов.
- Мюзикл по этому аудиоспектаклю поставил Театр музыки и драмы под руководством Стаса Намина (премьера 23 октября 2010).
- «Алиса в Стране Чудес на льду» — ледовое шоу с Еленой Бережной.

## Создатели
- Автор сценария и режиссёр — Олег Герасимов (1929—1997)
- Перевод Нины Демуровой
- Слова и мелодии песен — Владимир Высоцкий
- Музыка и аранжировка — Евгений Геворгян
- Дирижёр — Мартин Нерсесян
- Камерный оркестр кинематографии СССР под управлением Мартина Нерсесяна
- Соло на скрипке — Григорий Кемлин
- Звукорежиссёр — Эдуард Шахназарян
- Редактор — Евгения Лозинская[10]
- Обложка альбома — художник Игорь Лемешев

### Действующие лица и исполнители
- Алиса — Галина Иванова (поёт Клара Румянова)
- Кэрролл / Птица Додо / Синяя Гусеница / Чеширский Кот / его улыбка — Всеволод Абдулов
- Белый Кролик — Всеволод Шиловский
- Мышь / Ребёнок-Поросёнок / Ореховая Соня — Клара Румянова
- Попугай-пират / Орлёнок Эд — Владимир Высоцкий
- Билли / Шляпник — Михаил Лобанов
- Джимми / Лягушонок / Мартовский Заяц / Палач / Червонный Валет — Виктор Петров
  - песню Лягушонка поёт В. Голышев
- Герцогиня — Евгения Ханаева
- Кухарка / Червонная Королева — Наталья Вихрова
- Правительство в стране антиподов / Садовник / Червонный Король / Судья — Олег Герасимов
- Атака Гризли / Дама-антипод — Наталья Назарова
- В эпизодах — артисты МХАТа

## Музыка и песни

### Список аудиодорожек
Стороны 1-2 (1-я пластинка)
1. Песня Кэрролла («Этот рассказ мы с загадки начнём»). Исполняет Всеволод Абдулов
2. Первая песня Алисы («Я страшно скучаю, я просто без сил»). Исполняет Клара Румянова
3. Додо и Белый Кролик («Эй, кто там крикнул „Ой-ой-ой?“») Исполняют Всеволод Абдулов и Всеволод Шиловский
4. Падение Алисы в волшебный колодец
5. Марш антиподов («Когда провалишься сквозь землю от стыда»). Исполняет Владимир Высоцкий
6. Вторая песня Алисы («Догонит ли в воздухе — или шалишь!»). Исполняет Клара Румянова
7. Алиса в очень странном месте
8. Про Мэри Энн («Толстушка Мэри-Энн была»). Исполняет Клара Румянова
9. Всё чудесатее и чудесатее
10. Песня Алисы про цифры («Все должны до одного»). Исполняет Клара Румянова
11. В море слёз («Слезливое море вокруг разлилось»). Исполняет Клара Румянова
12. Песня Мыши («Спасите, спасите! О ужас, о ужас»). Исполняет Клара Румянова
13. Песня Попугая-пирата («Послушайте все! Ого-го! Эге-гей!»). Исполняет Владимир Высоцкий
14. Знакомство с придуманными героями
15. Песня Орлёнка Эда («Таких имён в помине нет»). Исполняет Владимир Высоцкий
16. Странные скачки («Эй вы, синегубые!»)
17. Третья песня Алисы («Хорошо смотреть вперёд»). Исполняет Клара Румянова
18. Алиса в доме Белого Кролика
19. Песенка Джимми и Билли («У Джимми и Билли всего в изобилье»). Исполняют Виктор Петров и Михаил Лобанов

Стороны 3-4 (2-я пластинка)
1. Песня Алисы о планах («Чтобы не попасть в капкан») и её размышления. Исполняет Клара Румянова
2. Разговор с Синей гусеницей о превращениях, «Все должны до одного» (реприза). Исполняет Клара Румянова
3. Песня Лягушонка («Не зря лягушата сидят»). Исполняет В. Голышев
4. Происшествия на кухне («Баю-баю-баюшки-баю»)
5. Диалог с Улыбкой Чеширского Кота
6. Песня Чеширского Кота («Прошу запомнить многих, кто теперь со мной знаком»)
7. Песня Мартовского Зайца («Миледи! Зря вы обижаетесь на Зайца!»)
8. Песня Шляпника («Ах, на кого я только шляп не надевал»)
9. Песня Ореховой Сони («Ах, проявите интерес к моей персоне!»). Исполняет Клара Румянова
10. Разговор за чайным столом
11. Песня об обиженном Времени («Приподнимем занавес за краешек»). Исполняет Владимир Высоцкий
12. Продолжение разговора за чайным столом
13. Песня о добре и зле в странной стране («Много неясного в странной стране»). Один из трёх куплетов песни «Этот рассказ мы с загадки начнём», в самом начале радиопьесы исполненных Всеволодом Абдуловым, теперь повторяется в исполнении Владимира Высоцкого.
14. Алиса попадает в садик
15. Королевское шествие («Мы браво и плотно сомкнули ряды»). Исполняет Владимир Высоцкий
16. Песня про крокей («Король, что тыщу лет назад над нами правил»). Исполняет Владимир Высоцкий
17. Королевский суд
18. Возвращение Алисы домой и заключительная песня Додо («Не обрывается сказка концом» - куплет, завершающий песню «Этот рассказ мы с загадки начнём», но ранее не звучавший). Исполняет Всеволод Абдулов

Песни, не вошедшие на пластинки:
- Песенка-представление Робин Гуся
- Песенка-представление Орлёнком Эдом Атаки Гризли
- Песня Орлёнка Эда, полная версия

Поскольку у пластинки жёсткий хронометраж, несколько песен, написанных Высоцким, пришлось сократить или вырезать. Они не сохранились.
Сохранились тексты и исходные варианты звучания представления Робин Гуся и Атаки Гризли.

## Текст

### Расхождения с переводом Демуровой
- Несмотря на указанный в выходных данных перевод Нины Демуровой, значительное число названий и имён не сходятся с этим переводом (Болванщик → Шляпник, «Бег по кругу» → «Странные скачки», крокет → крохей и т. д.). Не использована идея Демуровой перевести "Do bats eat cats?" в рифму "Едят ли кошки мошек?"; авторы пьесы предпочли вернуться к игре с изначальным смыслом слова "bat" - "летучая мышь". Возможно, что-то из этого произошло по воле Высоцкого. Например, у Кэрролла есть глава про королевский крокет. «Но ведь, чтобы объяснить эту игру, нужна целая страница текста, — сказал Высоцкий. Не крокет, а крохей! Как наш хоккей, причем королевский…»[3].
- Некоторые персонажи, указанные в списке действующих лиц, не являются самостоятельными: Улыбка — сократившийся Чеширский Кот, Судья — Король, возглавивший суд.
- «Приняв кэрролловские правила игры, он [Герасимов] ввел в текст инсценировки, основанной на классическом переводе Н. М. Демуровой, современные и сугубо отечественные фантазмы типа „топора, которым Петр рубил окно в Европу“, „куркулятора, ворующего продукты“, „Атаки Гризли, знаменитой писательницы на заборах“…»[9].
- Песни из радиопьесы не имеют почти ничего общего со стихами из книги. Единственное исключение - «Песня про ребёнка-поросёнка» («Баю-баю-баюшки-баю»), которую можно приблизительно возвести к «Speak roughly to your little boy» («Лупите своего сынка»).[12]

### Мнения об антисоветском подтексте
- Как пишет Лозинская[2], из данной книги …мы вычитали свободу в нашей несвободной стране начала 70-х годов прошлого века. <…> На дворе 1973 год — самый разгар застоя. На каждом шагу — портреты дорогого Леонида Ильича Брежнева и лозунги, изо всех сил утверждающие, что народ и партия едины. Радио и единственный канал Центрального телевидения сутки напролет убеждают нас, что Ленин и теперь живее всех живых. Абсурд официальной идеологии был фантасмагоричным. Распространенная шутка в то время: «То, что происходит в действительности, — совсем не то, что происходит на самом деле». Неслучайно страну нашу с легкой руки Окуджавы мы все называли тогда «страной чудес»: ведь мы так резко отличались от всего остального разумного мира и очень гордились этим (по официальной версии, разумеется).

Мы антиподы, мы здесь живем!

У нас тут анти-анти-антиординаты,

Стоим на пятках твёрдо мы и на своём,

И кто не с нами, те — антипяты.
Иносказательность, так называемый эзопов язык Высоцкого был непонятен разве что тем, у кого совсем не было мозгов:
Нет-нет, у народа нетрудная роль —

Упасть на колени — какая проблема!

За всё отвечает король,

А коль не король, ну тогда — королева!

Падайте лицами вниз, вниз,

Вам это право дано.

Пред королём падайте ниц

В слякоть и грязь — всё равно!
- «Работа над пластинкой шла четыре года. Трудно и мучительно. Многих пугала уже сама эта фамилия — Высоцкий!

Постоянно придирались к текстам:
— Много неясного в странной стране…
— Какую это страну вы имеете в виду?»
- Всеволод Абдулов (рассказчик пластинки) вспоминал об одном из худсоветов фирмы «Мелодия»: «Профессиональные композиторы и поэты прослушали часть готового материала и сказали: „Да вы что? С ума сошли? Мы — взрослые — ничего не поняли. А они хотят, чтобы это дети слушали… Закрыть немедленно“. И такое повторялось несколько раз»[3].
- Культурный обозреватель, перечисляя все воплощения знаменитой книги, отмечает что важная часть такого списка должна быть посвящена «…памятнику свободного творчества эпохи развитого „кукиша в кармане“. Который (кукиш) с годами вовсе не завял, а трансформировался в знак восторга, ибо разошедшаяся на цитаты (анти)советская музыкальная сказка на основе произведения, воплотившего, по словцу Гилберта К. Честертона, нонсенс, оказалась поистине вневременной. А тогда она словно материализовала поговорку времен Главлита (так называлось цензурное управление): если сказку „Репка“ рассказывать шёпотом, в ней тоже можно кое-что найти. Музыкальную „Алису“ рассказали „шёпотом“ — то есть художественно. Получилось конгениально первоисточнику: слова заиграли на фоне подтекста. И ничего не стало плоским, ибо абсурд и нонсенс в русской литературе, как и жизни, давно освоены и привычны»[13].
- Как отмечает обозреватель Звуки.ру, хваля сочетание музыки и поэзии Высоцкого: «На „Алисе“ ему удалось перешагнуть собственную планку, работать в диапазоне от детской абсурдной песенки („Я страшно скучаю, я просто без сил“) до жесткой социальной сатиры („Нет-нет, у народа нетрудная роль: упасть на колени, какая проблема?“) и глубинной философской лирики („Вдруг будет пропасть, и нужен прыжок — струсишь ли сразу, прыгнешь ли смело?“), временами удивительным образом сплавляя воедино и то, и другое („Много неясного в странной стране, можно запутаться и заблудиться. Даже мурашки бегут по спине, если представить, что может случиться…“). И безусловным шедевром стала „Песня башенных часов“. <…> „Алису“ с удовольствием слушали дети и взрослые; каждый находил в ней что-то своё. Взрослые мгновенно растащили диск на цитаты, соотнося с реалиями даже те фрагменты, которые, казалось бы, не имели к советской действительности никакого отношения — так, например, „Песня о планах“ воспринималась едкой карикатурой на плановую экономику! Сейчас „Алиса“ утратила свою остросоциальную подкладку и вновь стала просто детской сказкой»[9].